# Doktor Erich Kästners Lyrische Hausapotheke
Doktor Erich Kästners Lyrische Hausapotheke ist eine Gedichtsammlung Erich Kästners, die erstmals 1936 in der Schweiz erschien. Sie vereinigte zahlreiche bereits vorher erschienene sowie neu veröffentlichte Gedichte des Autors in einem Band.
Die Besonderheit des Bandes ist die im Vorwort empfohlene Anwendung in Art einer Apotheke. Der Leser findet unter 36 aufgeführten Leiden und Unannehmlichkeiten von „A bis Z“ (Kästner nennt diese die Etiketten einer Arzneiflasche, seine Gedichte selbst Arznei) den eigenen körperlichen bzw. Seelenzustand wieder. Dahinter wird Auskunft gegeben, welche Seiten er zur Linderung seines jeweiligen Zustandes aufschlagen kann.

## Veröffentlichungsgeschichte
Die Anthologie erschien drei Jahre nach der Machtübernahme durch die Nationalsozialisten. Aufgrund der nationalsozialistischen Zensur (1933 waren seine Bücher verbrannt und er mit Publikationsverbot in Deutschland und später dem annektierten Österreich belegt worden) erschienen Kästners Werke in dem von Kurt Machler gegründeten Basler Atrium Verlag in der Schweiz. Später folgten zahlreiche weitere Veröffentlichungen, auch in Deutschland. Der Nachdruck der Abschrift, die Teofila Langnas 1941 Marcel Reich-Ranicki, ihrem Freund und späteren Mann zu dessen 21. Geburtstag schenkte, brachte der Sammlung weitere Beachtung.

## Verlage
In der Zeit nach 1936 wurde das Werk Erich Kästners von einer Vielzahl von Verlagen veröffentlicht, dabei ist der Titel immer derselbe geblieben. Von folgenden Verlagen gab es mindestens eine Ausgabe:
- Atrium Verlag
- Droemer Knaur
- dtv

## Inhalt
Ein ausführliches Vorwort des Autors beschreibt die Adressaten der Gedichte und den Verwendungszweck: die „Therapie des Privatlebens“. Das Konzept des Werks geht auf Kästners schon in den 1920er Jahren geäußerte Idee von der „seelischen Verwendbarkeit“ gewisser Lyrik zurück. Die Auswahl ist im Gegensatz zu früheren Gedichtbänden Kästners „völlig unpolitisch“, so Klaus Doderer in seiner Kästner-Biografie. Kästner'sche Skepsis herrsche zwar noch vor, allerdings sei die Angriffslust (insbesondere auf die neuen Machthaber) geschwunden. Die Sammlung öffnet mit dem Gedicht Das Eisenbahngleichnis.

## Trivia
Marcel Reich-Ranicki berichtet in seiner Autobiographie, dass ihm das Buch Doktor Erich Kästners Lyrische Hausapotheke im Warschauer Getto über schwere Zeiten hinweg half. Er konnte es sich nicht selbst erwerben und so illustrierte seine Frau Teofila diesen Band und gab ihn Marcel zu seinem 21. Geburtstag. Es erinnert Marcel an die Zeit (Geist und Klima) der Weimarer Republik und somit an seine Kindheit.

## Ausgaben
- Erich Kästner: Dr. Erich Kästners Lyrische Hausapotheke, Neuausgabe, Atrium, Zürich 2009 (Erstausgabe: Basel 1936), ISBN 978-3-85535-370-5 (Taschenbuchausgabe: 5. Auflage, dtv, München 2010, ISBN 978-3-423-11001-3, nach der Ausgabe: Atrium, Zürich 1988)
- Eine ungewöhnliche Ausgabe ist der von der Deutschen Verlagsanstalt (DVA) herausgegebene Band Dr. Erich Kästners Lyrische Hausapotheke – 56 Gedichte im Warschauer Getto aufgeschrieben und illustriert von Teofila Reich-Ranicki, 1. Auflage Februar 2000, ISBN 3-421-05373-1 (Mit einem Beitrag aus Mein Leben von Marcel Reich-Ranicki und einem Nachwort von Salomon Korn).
- Eine bekannte Lesung der Hausapotheke gab es auch als Hörbuch mit Gert Fröbe: Gert Fröbe liest aus Doktor Erich Kästners lyrischer Hausapotheke. 1 CD, Kein und Aber, Zürich / Eichborn, Frankfurt am Main 2003, ISBN 978-3-0369-1137-3.